# حل النسبية العامة للفراغ
تُمثل حلول الفراغ في النسبية العامة بالاعتماد على مضاعف لورانتز [الإنجليزية] بأنها الحلول الرياضية حيث يكون تينسور آينشتاين [الإنجليزية] بلا قيمة. وحسب معادلة مجال آينشتاين سيكون تينسور الاجهاد-طاقة [الإنجليزية] من المعادلة أيضًا بلا قيمة، ويعني هذا أنه بدون كتلة ليس هناك حقل للجاذبية. تختلف هذه الحلول عن حلول الفراغ الكهربائي [الإنجليزية] ، والتي تأخذ في الاعتبار المجال الكهرومغناطيسي بالإضافة إلى مجال الجاذبية، كما وتختلف أيضاً عن حلول فراغ لامبدا [الإنجليزية]، حيث يكون الحد الوحيد في تينسور الإجهاد-الطاقة هو الثابت الكوني (ولهذا يمكن أن تعتبر حلول فراغ لامبدا كنماذج كونية).
بشكل عام يعّرف الفراغ في مضاعف لورانتز بأنه المنطقة التي لايملك فيها تينسور آينشتاين قيمة (تكون قيمته صفراً).
حلول الفراغ المعتمدة على هذا الاساس تمثل حالة خاصة من الحلول الدقيقة [الإنجليزية] الأكثر عمومية في النسبية العامة.

## الشروط المكافئة
من البديهي رياضياً أن تنعدم قيمة تينسور آينشتاين إذا وفقط إذا أصبح انحناء ريتشي بدون قيمة، والسبب يأتي من حقيقة العلاقة الرياضية التبادلية التي تربط هذين التينسورين من الدرجة الثانية؛ والتي تتمثل بعلاقة أثر معكوس في الجبر الخطي:
{\displaystyle G_{ab}=R_{ab}-{\frac {R}{2}}g_{ab},\quad R_{ab}=G_{ab}-{\frac {G}{2}}g_{ab}}
حيث أن:
{\textstyle G_{ab}}: هو تينسور-آينشتاين.
{\textstyle R_{ab}}: هو تينسور-ريتشي.
يمكن التعبير عن هذه الاثار بالعلاقة التالية: {\displaystyle R={R^{a}}_{a},G={G^{a}}_{a}=-R}.
الشرط الآخر يأتي من خلال عملية فصل ريتشي ‏ لتينسور إنحناء ريمان ‏ إلى عدة حدود بينهما عملية جمع منها تينسور فايل بالإضافة إلى حدّين آخرين.
{\displaystyle R_{abcd}=S_{abcd}+E_{abcd}+C_{abcd}}
ونجد بأنه إذا وفقط إذا كانت المنطقة عبارة عن فراغ فإن تينسور فايل سيصبح مساوي لتينسور انحناء ريمان.
{\displaystyle R_{abcd}=C_{abcd}}
حيث يمثل:
{\textstyle C_{abcd}}: تينسور فايل [الإنجليزية].
{\textstyle R_{abcd}}: تينسور إنحناء ريمان [الإنجليزية].

## طاقة الجاذبية
بما أن قيمة تينسور الإجهاد-طاقة في الفراغ تكون صفراً: {\displaystyle T^{ab}=0} ، فوفقًا للنسبية العامة، لا يجب أن يحتوي الفراغ على أية طاقة. لكن من الممكن لحقول الجاذبية التي تمتد إلى الفراغ أن تنجز شغلاُ، وهذا يدل على أن حقل الجاذبية بحد ذاته يمتلك الطاقة، وفعلاً هو كذلك. لكن تحديد موقع هذه الطاقة بدقة ضمن مجال الجاذبية في النسبية العامة يمثل إشكالية من الناحية الفنية، بسبب طبيعتها المستقلة في التفاعل الجذبي الكوني مع الاشياء الأخرى.
إن حقيقة أن حقل الجاذبية يولد طاقة بنفسه تعطي طريقة لفهم الصفة اللاخطية في معادلة مجال آينشتاين: إن طاقة حقل الجاذبية نفسها تنتج المزيد من الجاذبية. بمعنى اخر نجد أن حقل الجاذبية خارج الشمس بالاعتماد على النسبية العامة أقوى قليلاً مقارنةً بنتائج نظرية نيوتن للجاذبية، لأن قوة الحقل تأتي من تأثير كتلة الشمس بالإضافة إلى تأثير جاذبية طاقة حقل الجاذبية نفسه.

## أمثلة على حلول الفراغ
فيما يلي أشهر الأمثلة لحلول الفراغ الدقيقة:
- زمكان منكوفسكي (والذي يصف الفضاء الفارغ بدون ثابت فلكي).
- نموذج ميلن (وهو نموذج طوره إدوارد ميلن يصف فيه كون فارغ لا يملك انحناء).
- فراغ شفارزتشيلد (الذي يصف هندسة الزمكان حول كتلة كروية).
- فراغ كير (الذي يصف الشكل الهندسي حول جسم دوار).
- فراغ تابو-نات (مثال مضاد مشهور يصف مجال الجاذبية الخارجي لجسم معزول بخصائص غريبة).
- فراغ كيرنس-ويلد (والذي يتناول جسم يتبع حل شفارزتشيلد لكن مغمور في حقل جاذبية «منتظم تقريبًا»).
- فراغ كير المزدوج (يتناول جسمان يتبعان حل كير يتشاركان نفس محور الدوران، لكنهما مفصولان فرضياً بواسطة كابلات غير فيزيائية عديمة الكتلة معلقة في المالانهاية).
- فراغ خان-بنروز (نموذج تصادم موجة مستوية بسيط).
- فراغ اوزسفاذ-شوكينغ (يتناول موجة جاذبية جيبية مستقطبة دائرياً، مثال مضاد آخر مشهور).
- مصفوفة كاسنر (حل متباين الخواص، يستخدم لدراسة فوضى الجاذبية في ثلاثة أبعاد أو أكثر).

الحلول أعلاه تنتمي إلى عائلة أو أكثر من عائلات حلول النسبية العامة منها:
- فراغات فايل (نسبةً للعالم هيرمان فايل) (عائلة حلول تشمل جميع حلول الفراغ الستاتيكي).
- فراغات بيك (نسبةً للعالم غايدو بيك) (عائلة تشمل جميع حلول الفراغ الاسطواني المتناظر الغير دوار).
- فراغات إيرنيست (نسبة للعالم فريدرك إرنست) (عائلة تشمل جميع الحلول الفراغية متناظرة المحاور).
- فراغات أييلرز (يورغن أييلرز) (عائلة لجميع حلول الفراغ المتماثلة أسطوانيًا).
- فراغات سيكرز (نسبة للعالم جورج سيكرز) (عائلة لجميع نماذج تصادمات موجات الجاذبية المستوية).
- فراغات غودي (نسبةً للعالم روبرت غودي) (نماذج حلول كونية وضعت بالاعتماد على موجات الجاذبية).

بعض الحلول المذكورة ضمن العائلات اعلاه أتت عن طريق حل معادلات تفاضلية مناسبة سواء كانت خطية أو لاخطية، حقيقية أو عقدية، مهما كانت الطريقة المستخدمة تظهر هناك علاقات قريبة جداً بين الحلول بشكل أو آخر لهذا توصف «بعائلة».
إضافةً إلى ما سبق، هناك أيضاً حل فراغ زمكانات موجات pp [الإنجليزية]، والتي تشمل موجات الجاذبية المستوية ‏.